# A Magyar Tudományos Akadémia Könyvkiadó Vállalata
A Magyar Tudományos Akadémia Könyvkiadó Vállalata a 19. század második felének és a 20. század első felének egyik jelentős magyar tudományos könyvsorozata.

## Története
A Magyar Tudományos Akadémia 1874-ben sorozatot indított, amely magyar nyelvű és külföldi társadalom- és bölcsészettudományi műveket igyekezett magyar nyelven elérhetővé tenni szélesebb néprétegek számára. Az 1944-ig létező sorozat 252 művet foglal magában a történettudomány, régészet, irodalomtörténet, filozófia, vallástudomány, művészetelmélet, közgazdaságtan, jogtudomány, pedagógia, és a politikatudomány területéről. (A jelentős természettudományos művek az Akadémia támogatása mellett a Természettudományi Könyvkiadó Vállalatban jelentek meg.) A nemritkán 3–400 oldalas kötetek sokszor fényezett papíron, erős kötésben, és különböző színű (barna, piros, zöld) egyszerű kötésben kerültek forgalomba.
A sorozat kötetei térítésmentesen elérhetőek a REAL-EOD – az MTA Könyvtárának Repozitóriuma honlapon, míg az Arcanum.hu adatbázisában költségtérítéses formában. A sorozat több kötetét a Históriaantik Kiadó tette reprint formában a 2010-es években ismét elérhetővé (). Ugyancsak reprint kiadásban jelent meg Ókori Egyiptom című kötete (Anno Kiadó, Budapest, é. n. [1990-es évek], ISBN 963-9066-40-0).

## Kötetei
A sorozat a következő köteteket tartalmazta kiadási sorrendben: 

### 1875–1879
| - (1875) Ernst Curtius: A görögök története - (1875) Johann Caspar Bluntschli: Az általános államjog és a politika története: a tizenhatodik század óta a jelenkorig - (1875) Rudolf von Gneist: A jogi állam - (1875) Thomas Carlyle: A franczia forradalom - (1875) Henry James Sumner Maine: A jog őskora, összeköttetése a társadalom alakulásának történetével, s viszonya az újkori eszmékhez - (1876) Marie-Louis-Antoine-Gaston Boissier: Cicero és barátai : tanulmány a Caesar korabeli római társadalom fölött - (1876) Alpheus Todd: A parliamenti kormányrendszer Angliában, s annak eredete, kifejlődése, és gyakorlati alkalmazása | - (1876) Hunfalvy Pál: Magyarország ethnographiája - (1876) Pauler Gyula: Wesselényi Ferencz nádor és társainak összeesküvése: 1664-1671 - (1876) George Henry Lewes: A philisophia története: Thalestől Comteig - (1876) Müller Miksa újabb fölolvasásai a nyelvtudományról - (1877) Kállay Béni: A szerbek története: 1780-1815. 1. köt - (1878) Désiré Nisard: A franczia irodalom története - (1878) Francesco Carrara: A büntető jogtudomány programmja - (1878) Pauler Tivadar: Adalékok a hazai jogtudomány történetéhez - (1879) Bánóczi József: Révai Miklós élete és munkái - (1879) Paul Leroy-Beaulieu: Pénzügytan - (1879) Arany János prózai dolgozatai |

### 1880–1889
| - (1881) Hippolyte Taine: Az angol irodalom története - (1881) Amédée Thierry: A római birodalom képe: Róma alapításától kezdve a nyugati császárság végéig - (1881) John Addington Symonds: Renaissance Olaszországban - (1881) Georg von Mayr: A társadalmi élet törvényszerűsége: statisztikai tanulmányok - (1881) Émile Louis Victor de Laveleye: Kormányformák az újkori társadalmakban - (1881) Szász Károly: A világirodalom nagy époszai - (1883) Numa Denis Fustel de Coulanges: Az ókori község: tanulmány a görög és római vallásról, jogról és intézményekről - (1883) Marie-Louis-Antoine-Gaston Boissier: Archaeológiai séták: Róma és Pompéi - (1884) Amédée Thierry: Elbeszélések a rómaiak történetéből az V-ik században: a nyugoti birodalom végső napjai - (1884) Léonce Guilhaud de Lavergne: Az angol mezőgazdaság - (1885) Vámbéry Ármin: A török faj ethnologiai és ethnographiai tekintetben - (1885) Amédée Thierry: Elbeszélések a római történetből az V-ik században: Alarik: a birodalom haldoklása - (1885) Justin McCarthy: Anglia története korunkban: Viktória királynő trónraléptétől az 1880. évi általános választásokig - (1885) Dante Alighieri: Dante Alighieri Isteni színjátéka: Divina commedia - (1886) Paul Gide: A nők joga: tanulmány a nő magánjogi helyzetéről a régi és új korban - (1886) Haraszti Gyula: A naturalista regényről - (1886) Heinrich Gusztáv: A német irodalom története | - (1886) Bernát István: Észak-Amerika: közgazdasági és társadalmi vázlatok - (1886) Leopold von Ranke: A római pápák: az utolsó négy században - (1886) Beöthy Zsolt: A szépprózai elbeszélés a régi magyar irodalomban - (1887) Abel-François Villemain: Pindar szelleme és a lantos költészet, a népek erkölcsi és vallási emelkedettségéhez való vonatkozásaiban - (1887) Pierre-Antoine Berryer válogatott törvényszéki beszédei - (1887) Medveczky Frigyes: Társadalmi elméletek és eszmények: kritikai adalékok a társadalmi eszmék fejlődéstörténetéhez - (1887) Friedrich Ratzel: A föld és az ember: anthropo-geographia vagy a földrajz történeti alkalmazásának alapvonalai - (1887) Amédée Thierry: Elbeszélések a rómaiak történetéből az V-ik században: Aranyszájú Szent János és Eudoxia Császárné: a keresztyén társadalom keleten - (1888) Charles-Augustin Sainte-Beuve: Arczképek a franczia ujabkori társadalomból - (1888) Amédée Thierry: Elbeszélések a rómaiak történetéből az V-ik században: Szent Jeromos: a keresztyén társadalom nyugaton. - (1888) Concha Győző: Ujkori alkotmányok - (1888) Paul Leroy-Beaulieu: Az uj socializmus és annak birálata - (1888) Albert Sorel: Európa és a franczia forradalom. 1. rész, A politikai erkölcsök és a hagyományok - (1888) Hjalmar Hjorth Boyesen: Goethe Faustja - (1888) Paul Janet: A politikai tudomány története az erkölcstanhoz való viszonyában - (1889) Simonyi Zsigmond: A magyar nyelv |

### 1890–1899
| - (1890) Jules Barthélemy-Saint-Hilaire: A philosophia viszonya a természettudományokhoz és a valláshoz - (1890) Alfred Nicolas Rambaud: Oroszország története: eredetétől kezdve 1884-ig - (1890) Badics Ferenc: Fáy András életrajza - (1891) Otto Ribbeck: A római költészet története - (1892) Karl Schuchardt: Schliemann ásatásai Trója, Tiryns, Mykéne, Orchomenos és Ithakában - (1893) Victor Cherbuliez: Művészet és természet - (1894) Rodolfo Lanciani: A régi Róma, a legújabb ásatások megvilágításában - (1894) Siegfried Ernst Huppé: A lengyel alkotmány története - (1894) Hunfalvy Pál: Az oláhok története - (1894) Ralph Waldo Emerson: Az emberi szellem képviselői - (1895) Bárczay Oszkár: A hadügy fejlődésének története | - (1895) Váczy János: Berzsenyi Dániel életrajza - (1895) Jacob Burckhardt: A renaissancekori műveltség Olaszországban - (1896) John Ruskin: Velencze kövei - (1896) Radó Antal: Az olasz irodalom története - (1896) Théodule Ribot: A lelki átöröklés - (1897) Maurice Croiset: A görög eposz története - (1897) Ferdinand Gregorovius: Hadrián császár: a görög-római világ Hadrián korabeli rajza - (1898) Émile Louis Victor de Laveleye: A tulajdon és kezdetleges alakjai - (1898) Émile Faguet: A XVIII. század: irodalmi tanulmányok - (1899) Jánosi Béla: Az aesthetika története - (1899) Alfons Huber: Ausztria története - (1899) Dante Alighieri: A paradicsom - (1899) John Edward Courtenay Bodley: Francziaország |

### 1900–1909
| - (1900) Pauler Gyula: A magyar nemzet története Szent Istvánig - (1900) Thomas Carlyle: Hősökről - (1902) Némethy Géza: Vergilius élete és művei - (1902) Robert Southey: Nelson életrajza - (1902) Heinrich Friedjung: Harcz a német hegemóniáért (1859–1866) - (1902) Albert Venn Dicey: Bevezetés az angol alkotmányjogba - (1903) Aischylos tragédiái - (1903) James Bryce: A római szent birodalom - (1903) Pierre Guillaume Frédéric Le Play: A munkásviszonyok reformja. A tiszamenti jobbágy - (1904) Ferenczi Zoltán: Deák élete - (1905) Mahler Ede: Babylonia és Assyria - (1905) Némethy Géza: A római elégia - (1905) Thomas Hay Sweet Escott: A mai Anglia | - (1905) Jules Payot: Az akarat nevelése - (1905) Benjamin Kidd: Társadalmi evolúczió - (1906) Haraszti Gyula: Corneille és kora: a franczia színköltészet fejlődése a középkortól Racineig - (1906) Vámbéry Ármin: Nyugot kultúrája keleten - (1907) Marczali Henrik: Az 1790/1-diki országgyűlés - (1907) Jean Bourdeau: A jelenkori gondolkozás mesterei - (1908) Julius Krohn: A finnugor népek pogány istentisztelete - (1908) Eugène-Melchior de Vogüé: Az orosz regény - (1908) Gyulai Pál: Kritikai dolgozatok: 1854–1861 - (1909) Kállay Béni: A szerb felkelés története : 1807-1810 - (1909) Mahler Ede: Ókori Egyiptom - (1909) Walter Raleigh: Shakespeare |

### 1910–1919
| - (1910) Berzeviczy Albert: A tájképfestés a XVII. században - (1910) Hornyánszky Gyula: A görög felvilágosodás tudománya. Hippokrates - (1911) Gyulai Pál: Birálatok: 1861–1903 - (1911) Szigetvári Iván: A komikum elmélete - (1911) Ernest Arthur Gardner: A régi Athén - (1911) Euripides drámái - (1912) Alexander Bain: Neveléstudomány - (1912) Goldziher Ignác: Előadások az iszlámról - (1913) Szekfű Gyula: A száműzött Rákóczi: 1715–35 - (1913) Váczy János: Tompa Mihály életrajza - (1913) Vértesy Jenő: A magyar romantikus dráma (1837-1850) - (1913) Emil Köppel: Byron - (1914) Pulszky Ferenc kisebb dolgozatai - (1914) Walter Pater: Görög tanulmányok | - (1914) Émile Boutroux: Tudomány és vallás a jelenkori philosophiában - (1914) Szücsi József: Bajza József - (1915) Rózsaffy Dezső: Fabriczy Kornél kisebb dolgozatai - (1915) Takáts Sándor: Rajzok a török világból - (1916) Robert Fruin: Tíz év a németalföldi szabadságharcból: 1588–1598 - (1916) Henri Lichtenberger és Haraszti Emil: Wagner Richard; Wagner Richard és Magyarország - (1916) August Fournier: I. Napoleon életrajza - (1916) John Morley: Tanulmányok: Carlyle, Robespierre, Macaulay, Joseph de Maistre, Anglia terjeszkedése - (1917) Kornis Gyula: A lelki élet - (1917) Szemere Samu: Giordano Bruno - (1918) Alfred Hettner: Anglia világuralma és a háború |

### 1920–1929
| - (1922) Papp Ferenc: Báró Kemeny Zsigmond - (1924) Zsigmond Ferenc: Jókai - (1925) Szinnyei Ferenc: Novella- és regényirodalmunk a szabadságharcig - (1927) Horváth János: A magyar irodalmi népiesség Faluditól Petőfiig | - (1927) Gyulai Pál: Gyulai Pál kritikai dolgozatainak újabb gyűjteménye: 1850-1904 - (1928) Rácz Lajos: Rousseau élete és művei - (1929) Voinovich Géza: Arany János életrajza |

### 1930–1939
| - (1930) Károlyi Árpád: Néhány történelmi tanulmány - (1934) Markó Árpád: II. Rákóczi Ferenc a hadvezér - (1935) Papp Ferenc: Gyulai Pál - (1936) Brandenstein Béla: Az ember a mindenségben - (1937) Angyal Dávid: Történeti tanulmányok | - (1937) Galamb Sándor: A magyar dráma története 1867-től 1896-ig - (1938) Szász Béla: A verses Edda - (1938) Ybl Ervin: Lotz Károly élete és művészete - (1939) Szinnyei Ferenc: Novella- és regényirodalmunk a Bach-korszakban |

### 1940–1942
| - (1941) György Lajos: A magyar regény előzményei - (1942) Hekler Antal válogatott kisebb dolgozatai |

## Képtár
- George Henry Lewes: A philisophia története Thalestől Comteig (1876)
(címlap)
- Mahler Ede: Ókori Egyiptom (1909)
(címlap)
- Heinrich Gusztáv: A német irodalom története (1886–1889)